# Козмин
Козмин (Кузьмин, Козмін, Козмінул) – історичне поселення XIV - XVIII ст., на території якого  розвинулися населені пункти Коровія, Чагор і Молодія (Чернівецький район Чернівецької області. Спадкоємцем Козмина вважається також сусіднє село Валя Кузьмина.
Козмин згадується у численних літописах і  хроніках у зв’язку із битвою 1497 року між військами польського короля Яна Ольбрахта і  молдавського господаря Штефана Великого.  Поселення пов’язане з формуванням  назви  історико-географічного регіону, який відомий нині як  «Буковина».  

## Найдавніші згадки
Перші  історичні згадки про Козмин (Кузьмин) пов’язані із реєстром  провінцій та вікаріатів католицького чернечого Ордену братів менших (міноритів), що датується 1334 роком.  Згідно з ним окремою організаційною структурою цього Ордену був вікаріат Русі (vicaria Russiae), до складу якого входило  13 месіонерських місій.  Одна з них зафіксована у Кузьмині (Cusminen) – населеному пункті, розташованому  між Снятином  і Серетом. В латиномовних джерелах XIV століття Руссю, або ж королівство Русь (лат. Regnum Russiae), називали Галицьке князівство.
Ще один  список францисканських адміністрацій, у якому згадуються вікаріат Русі і його осередок у  Кузьмині, датують 1385 -1400 рр. .
Очевидно, що в той час поселення Кузьмин  було більш значним населеним пунктом, ніж сусідні Чернівці. Але ситуація почала змінюватися після 1408 року, коли саме Чернівці стали митним пунктом  Молдавського князівства.

## Межовий опис Козмина від 1488 року і локалізація території
3 квітня 1488 року воєвода Штефан Великий видав грамоту про чергові дарування Путнянському монастиреві.  Згідно з документом  до складу монастирських володінь перейшло і  власне (питоме) село воєводи на ім’я «Козмин» (Козминул).  Детальний межовий опис дозволяє встановити, що  територія села (громади) Кузьмин  розміщувалася  між селами Кучур (Великий Кучурів), Чернівці і Луковиця. Вона загалом співпадає із зовнішніми межами сілКоровія, Чагор і Молодія, що зафіксовані на мапах XVIII-XIX століть. 
Власне населений пункт під назвою Козьмин розміщувався  поблизу міжнародного торговою шляху, що відомий якСтарий Берладський шлях. У грамоті 1488 року він згадується як «велика дорога», що іде від Чернівців.  Історичний шлях пролягав  з Чернівців до річки Дереглуй і устя потоку Невільниця, що поблизу нинішньої автостради, однак далі він повертав в південно-західному напрямку до височини Діброва і села Мигучени (Михайлівка).  .
З історичним Козмином пов’язана  назва урочище «Селеще», що позначене на давніх мапах над нижньою течією потоку Коровія, неподалік злиття із річкою Дереглуй.  У давні часи «селищами» часто називали запустілі поселення, місця, де колись було село.  На це вказує і народний переказ про заснування села Молодія. У ньому йдеться  про молоде подружжя, яке проживало у поселенні, розміщеному між нинішніми Чагром і Коровією. Але якось напали турки і зруйнували село. Молодятам вдалося  врятуватися і   вони перебралася на іншу місцину. Він слова «молоді»  утворилася назва  нового поселення - «Молодія». 

## Кузьминова Буковина – предтеча назвиБуковинського краю
Козминський ліс під назвою «Буковина» згаданий 1488 року в межовому описі села Козмин. Він розміщувався на південно-східній околиця Козмина між річкою Дереглуй і  межею (готарем) села (Луковиця). Натомість «Козминова Буковина», «Козминьска Буковина» зафіксовані  в найдавніших  молдавських літописах,  укладених ченцями Бистрицького і Путнянському монастирів у зв’язку з воєнними подіями 1497 року, коли король Польщі Ян Ольбрахт здійснив похід проти Молдавії і намагався взяти Сучавську фортецю. 
Не досягнувши успіху, король змушений був підписати перемир’я зі Штефаном Великим і почати відхід. Проте Молдавський господар влаштував засідку у лісі поблизу села Козмин і 26 жовтня завдав противникові нищівної поразки..
Бистрицький літопис, що охоплює події 1359 – 1507 років,  повідомляє, що Стефан-воєвода наздогнав поляків на краю Козминової Буковини («край Козмин буков[ины]»,  розбив їх і погнав через Буковину Козминову, вбиваючи і січучи – «разбишѧ их, и тако погнашѧ их прѧз Буковину Козминова, убиваѧщи и сѧкущи».
Звістка про розгром польської армії (Битва біля Козминського лісу)  лісі облетіла багато держав, завдяки чому топонім «Буковина» в численних хроніках й літописах почала все більше вживатися як назва краю. Волинський короткий літопис повідомляв, що король Ян Ольбрахт повертався від Сучави «просто до Снятина по Буковинью, и преидоша волохове и туркове на него и много от вои его убиша». Воскресенський літопис був лаконічнішим: «И догони его Стефань на Буковине и поби его». Натомість Ольшевський літопис зазначав: «króla Olbrachta porazili na Bukovynie volochovie».

## Коровія,ЧагоріМолодія– спадкоємці історичної території села Козмин
На початку XVIII століття зацікавлення Козмином  виявив Димитрій Кантемир, видатний молдавський державний діяч та історик,  автор «Опису Молдавії». У своєму творі  він зазначав: «Поряд з селом Козмин, на річці Кучур, недалеко від того місця, де вона впадає у Хієрас [Прут], видніються руїни древнього міста. Однак ми ніде не змогли знайти жодних свідчень про те, хто його заснував, незважаючи на наші неодноразові ретельні пошуки».
На карті «Новий і точний опис Молдавського князівства» Д. Кантемира (1737) Козмин (Cosmin) і сусіднє село Кучурів (Великий Кучурів)  розміщені на правому березі річки Кучур, а Михальча – на лівому березі річки. Очевидно, що річкою Кучур, притокою Пруту,  на той час вважали один з допливів Коровії, що бере початок в околицях Кам’яної (потік Камений) чи (Великого Кучурова (потік Клітичний), а відтак нижнє течію  річок Коровія і Дереглуй.  
З прилученням Буковини до Австрійської імперії на території Козмина  вже були сформовані три поселення, що були визнані самостійними громадами, - Коровія, Чагор і Молодія. Невдовзі до Молодії було приєднано і частину Кузьминського лісу, що розміщувалася на потоком Невольниця і належала раніше селу Новоселиця (нині Круп'янське), яке опинилося  по той бік австрійсько-турецького кордону. Над річкою Невольницею постала німецька колонія Францталь (Franzthal = Долина Франца), названа так на честь австрійського імператора Франца II, який мандрував цією місцевістю і милувався  гарними краєвидами. У період входження краю до складу королівської Румунії (1918-1940) поселення було перейменоване на  «Valea Cosminului» (Долина Козмина), а нині відоме як Валя Кузьмина.